# Elecciones legislativas de Colombia de 1947
En marzo de 1947 se efectuaron en Colombia elecciones del Congreso de la República, siendo la primera vez que los miembros del Senado eran elegidos por voto directo. Anteriormente, esta corporación era elegida por los diputados de las asambleas departamentales.
Los resultados de estas elecciones le permitieron al Partido Liberal asegurarse la mayoría en el Senado y la Cámara de Representantes, a pesar de haber perdido el gobierno en las elecciones presidenciales del año anterior. Dentro del liberalismo, la mayoría de escaños fueron para los seguidores de Jorge Eliécer Gaitán, lo cual le valió convertirse ese año en el jefe de la colectividad y de la oposición, hasta su asesinato el 9 de abril de 1948.

## Resultados

### Senado
| Partido                        | Partido                        | Votos     | %    | Escaños | Escaños |
| ------------------------------ | ------------------------------ | --------- | ---- | ------- | ------- |
| Partido Liberal                | Gaitanistas                    | 805,874   | 55.0 | 22      | 35      |
| Partido Liberal                | Directoristas                  | 805,874   | 55.0 | 13      | 35      |
| Partido Conservador            | Partido Conservador            | 653,716   | 44.6 | 28      | 28      |
| Partido Socialista Democrático | Partido Socialista Democrático | 6,422     | 0.4  | 0       | 0       |
| Total                          | Total                          | 1,466,012 | 100  | 63      | 63      |
| Censo electoral                | Censo electoral                | 2,613,586 |      | –       | –       |

### Cámara de Representantes
| Partido                        | Partido                        | Votos     | %    | Escaños | Escaños | +/– |
| ------------------------------ | ------------------------------ | --------- | ---- | ------- | ------- | --- |
| Partido Liberal                | Gaitanistas                    | 805,874   | 55.0 | 44      | 74      | –6  |
| Partido Liberal                | Directoristas                  | 805,874   | 55.0 | 30      | 74      | –6  |
| Partido Conservador            | Partido Conservador            | 653,986   | 44.4 | 57      | 57      | +11 |
| Partido Socialista Democrático | Partido Socialista Democrático | 11,577    | 0.8  | 0       | 0       | –4  |
| Frente Popular                 | Frente Popular                 | 1,391     | 0.1  | 0       | 0       | –   |
| Total                          | Total                          | 1,472,686 | 100  | 131     | 131     | 0   |
| Censo electoral                | Censo electoral                | 2,613,586 |      | –       | –       | –   |

## Senadores

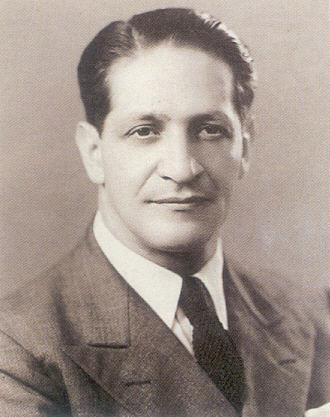
Jorge Eliecer Gaitan: Senador por el Departamento de Cundinamarca, Líder de la Disidencia Liberal.

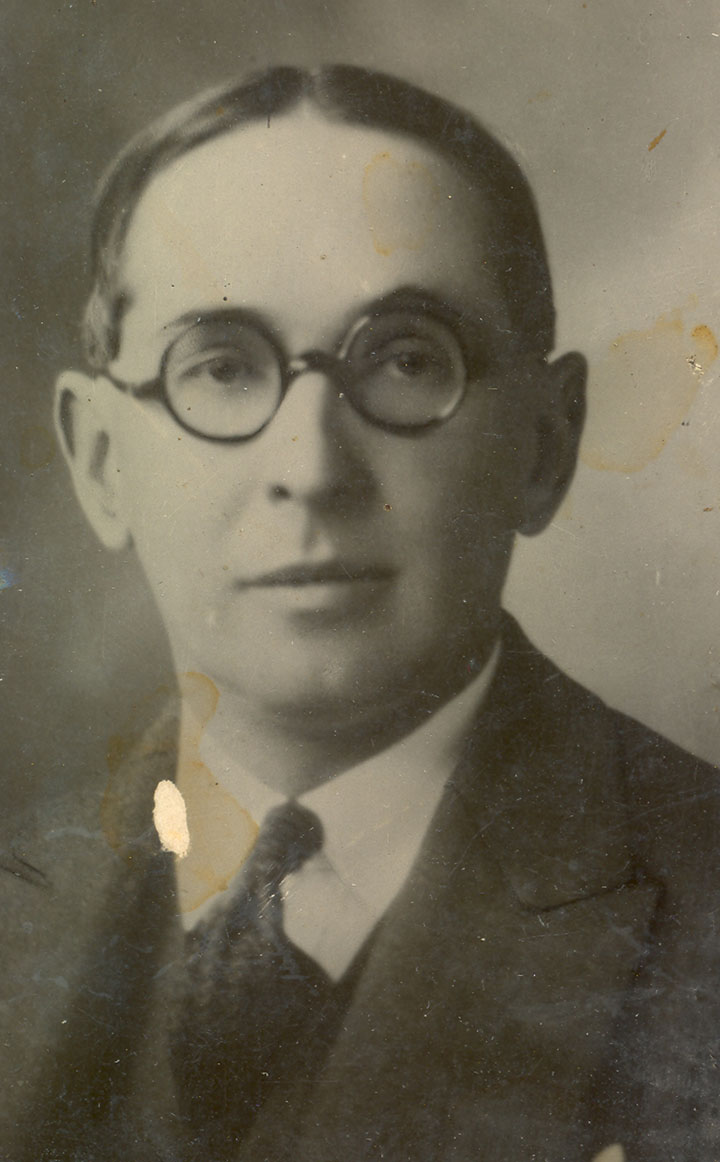
Alfonso López Pumarejo: senador por el Departamento del Tolima, Líder del ala socialdemócrata directorista Liberal.

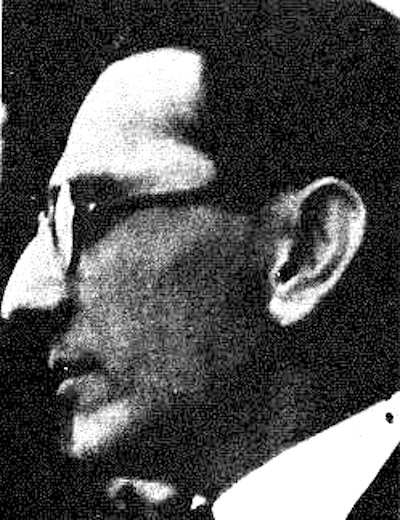
Gabriel Turbay: senador por el Departamento del Santander, candidato del oficialismo liberal en las elecciones presidenciales de 1946

| Senadores por Departamento     |                    |                                        |
| Senadores                      | Departamentos      | Bloque                                 |
| Jorge Eliécer Gaitán           | Cundinamarca       | Partido Liberal Colombiano-Gaitanista  |
| Parmenio Cárdenas              | Cundinamarca       | Partido Liberal Colombiano-Gaitanistas |
| Pedro Eliseo Cruz              | Cundinamarca       | Partido Liberal Colombiano-Gaitanista  |
| Julio Ortiz Márquez            | Cundinamarca       | Partido Liberal Colombiano-Gaitanista  |
| Carlos Lleras Restrepo         | Cundinamarca       | Partido Liberal Colombiano             |
| Jorge Leyva Urdaneta           | Cundinamarca       | Partido Conservador Colombiano         |
| Bernardo Carrizosa             | Cundinamarca       | Partido Conservador Colombiano         |
| Juan Uribe Cualla              | Cundinamarca       | Partido Conservador Colombiano         |
| Darío Echandía                 | Antioquia          | Partido Liberal Colombiano             |
| Francisco Rodríguez Moya       | Antioquia          | Partido Liberal Colombiano             |
| Gabriel Sanín Villa            | Antioquia          | Partido Liberal Colombiano-Gaitanista  |
| Diego Luis Córdoba             | Antioquia          | Partido Liberal Colombiano-Gaitanista  |
| Pedro Justo Berrío González    | Antioquia          | Partido Conservador Colombiano         |
| Fernando Gómez Martínez        | Antioquia          | Partido Conservador Colombiano         |
| Emilio Robledo C.              | Antioquia          | Partido Conservador Colombiano         |
| Gonzalo Restrepo Jaramillo     | Antioquia          | Partido Conservador Colombiano         |
| Esteban Jaramillo              | Antioquia          | Partido Conservador Colombiano         |
| Mariano Ramos                  | Valle del Cauca    | Partido Liberal Colombiano             |
| Francisco Heladio Ramírez      | Valle del Cauca    | Partido Liberal Colombiano-Gaitanista  |
| Hernando Navia Varón           | Valle del Cauca    | Partido Conservador Colombiano         |
| Hernando Caicedo               | Valle del Cauca    | Partido Conservador Colombiano         |
| Alfonso López Pumarejo         | Tolima             | Partido Liberal Colombiano             |
| Lisandro Eduardo Carvajal      | Tolima             | Partido Liberal Colombiano-Gaitanista  |
| Alfonso Bonilla Gutiérrez      | Tolima             | Partido Liberal Colombiano-Gaitanista  |
| Rafael Dávila                  | Tolima             | Partido Conservador Colombiano         |
| Gabriel Turbay                 | Santander          | Partido Liberal Colombiano             |
| Lázaro F. Soto                 | Santander          | Partido Liberal Colombiano-Gaitanista  |
| Manuel Serrano Blanco          | Santander          | Partido Conservador Colombiano         |
| Carlos M. Parada               | Santander          | Partido Conservador Colombiano         |
| Félix Enrique Villamizar       | Norte de Santander | Partido Liberal Colombiano-Gaitanista  |
| Lucio Pabón Núñez              | Norte de Santander | Partido Conservador Colombiano         |
| José Alejandro Delgado         | Norte de Santander | Partido Conservador Colombiano         |
| Juan Bravo Pérez               | Nariño             | Partido Liberal Colombiano             |
| José Elías del Hierro          | Nariño             | Partido Conservador Colombiano         |
| José Rosero Pastrana           | Nariño             | Partido Conservador Colombiano         |
| Pedro Castro Monsalvo          | Magdalena          | Partido Liberal Colombiano             |
| Julio Dangond Ovalle           | Magdalena          | Partido Liberal Colombiano-Gaitanista  |
| Antonio Escobar Camargo        | Magdalena          | Partido Conservador Colombiano         |
| Efraín Rojas Trujillo          | Huila              | Partido Liberal Colombiano-Gaitanista  |
| Luis Ignacio Andrade           | Huila              | Partido Conservador Colombiano         |
| Max Duque Gómez                | Huila              | Partido Conservador Colombiano         |
| Antonio J. Lemos Guzmán        | Cauca              | Partido Liberal Colombiano             |
| Francisco José Chaux           | Cauca              | Partido Liberal Colombiano-Gaitanista  |
| Guillermo León Valencia        | Cauca              | Partido Conservador Colombiano         |
| Camilo Mejía Duque             | Caldas             | Partido Liberal Colombiano             |
| José Jaramillo Giraldo         | Caldas             | Partido Liberal Colombiano-Gaitanista  |
| Benjamín Muñoz Giraldo         | Caldas             | Partido Liberal Colombiano-Gaitanista  |
| Silvio Villegas                | Caldas             | Partido Conservador Colombiano         |
| Gilberto Alzate Avendaño       | Caldas             | Partido Conservador Colombiano         |
| José Joaquín Castro Martínez   | Boyacá             | Partido Liberal Colombiano             |
| Plinio Mendoza Neira           | Boyacá             | Partido Liberal Colombiano             |
| Armando Solano                 | Boyacá             | Partido Liberal Colombiano-Gaitanista  |
| Guillermo Salamanca            | Boyacá             | Partido Conservador Colombiano         |
| Miguel Jiménez López           | Boyacá             | Partido Conservador Colombiano         |
| José María Villarreal Sandoval | Boyacá             | Partido Conservador Colombiano         |
| Francisco de Paula Vargas      | Bolívar            | Partido Liberal Colombiano -Gaitanista |
| Efraín F. del Valle            | Bolívar            | Partido Liberal Colombiano-Gaitanista  |
| Antonio Franco González        | Bolívar            | Partido Liberal Colombiano-Gaitanista  |
| Alfonso Romero Aguirre         | Bolívar            | Partido Liberal Colombiano-Gaitanista  |
| Roberto Caveller               | Bolívar            | Partido Conservador Colombiano         |
| Claudio Martín Blanco Jiménez  | Atlántico          | Partido Liberal Colombiano-Gaitanista  |
| Néstor Carlos Consuegra        | Atlántico          | Partido Liberal Colombiano-Gaitanista  |
| Evaristo Sourdis               | Atlántico          | Partido Conservador Colombiano         |

## Fuente
- Dieter Nohlen (Editor), Elections in the Americas. Vol 2: South America. Oxford University Press, 2005
- La composición del Parlamento. ElTiempo, 3 de abril de 1947.